# 三门豹蛛
三门豹蛛（学名：Pardosa sanmenensis）为狼蛛科豹蛛属的动物。在中国大陆，分布于浙江等地。该物种的模式产地在浙江三门。